# Empis copiosa
Empis copiosa är en tvåvingeart som beskrevs av Collin 1933. Empis copiosa ingår i släktet Empis och familjen dansflugor. Inga underarter finns listade i Catalogue of Life.